# Romeo Neri
Romeo Neri (ur. 26 marca 1903 w Rimini, zm. 23 września 1961 tamże) – włoski gimnastyk, medalista olimpijski z Amsterdamu i Los Angeles.